# André Brochant de Villiers

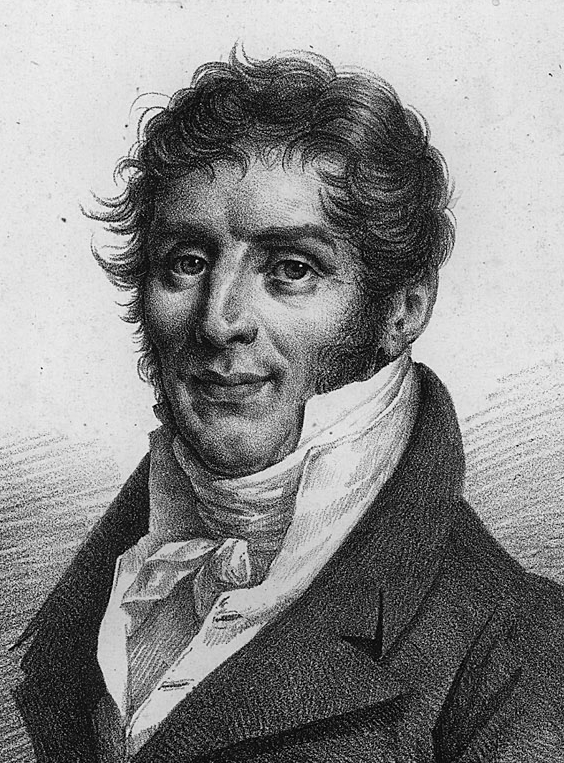
André Brochant de Villiers

André Jean Marie Brochant de Villiers (Mantes-la-Ville, 6 augustus 1772 – Parijs, 16 mei 1840) was een Franse geoloog en mineraloog.
Na een (onvoltooide) studie aan de École polytechnique werd hij hoogleraar in de geologie, en daarnaast ook inspecteur-generaal van de mijnen en directeur van de spiegelfabricage bij Saint-Gobain. Hij werd in 1816 lid van de Académie des sciences.
Zijn bekendheid is in grote mate te danken aan het boek Description géologique de la France (Geologische beschrijving van Frankrijk), dat hij samen met Léonce Élie de Beaumont en Armand Dufrénoy schreef.

## Werken
- Traité élémentaire de minéralogie, suivant les principes du professeur Werner, (twee delen, 1800-1802)
- Traité abrégé de cristallographie ("De kristallografie in kort bestek") (1818)
- Mémoires pour servir à une description géologique de la France, rédigés sous la direction de M. Brochant de Villiers par MM. Dufrénoy et Élie de Beaumont (4 delen, 1830-1838)
- Carte géologique de la France exécutée sous la direction de Mr. Brochant de Villiers, Inspecteur général des Mines, par MM. Dufrénoy et Elie de Beaumont, Ingénieur des Mines (1870)

Hij beschreef diverse mineralen, waaronder het grijze antimoniet (ook wel stibniet), koperazuur (azuriet), prasioliet en stilbiet.
Het mineraal brochantiet is naar hem vernoemd. Daarnaast dragen in Parijs een straat en een metrostation in het 17e arrondissement zijn naam.
- Biblioteca Nacional de España: XX5323948
- Bibliothèque nationale de France: cb152976174 (data)
- Gemeinsame Normdatei: 117632074
- International Standard Name Identifier: 0000 0001 2125 4593
- Library of Congress Control Number: nr2002013186
- Base Léonore: LH//370/7
- Nationale Bibliotheek van Tsjechië: uk2011365752
- Nederlandse Thesaurus van Auteursnamen: 16700476X
- Istituto Centrale per il Catalogo Unico: GEAV011547
- Système universitaire de documentation: 069449821
- Virtual International Authority File: 27366131
- WorldCat: E39PBJfRGFCPrKPGG4ktfDVwG3